# Локални избори у Србији 2010.
Мали број општина у Србији је одржао локалне изборе 2010. Ови избори нису били део редовног циклуса локалних избора у земљи, већ су се одржали у одређеним јурисдикцијама где је или локална власт пала или су последњи локални избори за четворогодишње мандате одржани 2006.
Сви локални избори 2010. одржани су по пропорционалном изборном систему. Градоначелници нису били директно бирани, већ су их бирали изабрани чланови локалних скупштина. Странке су морале да пређу изборни цензус од пет процената (свих гласова, не само важећих гласова), иако је овај захтев био изузет за странке које представљају националне мањинске заједнице.

## Резултати

### Војводина

#### Оџаци
Локални избори су одржани у Оџацима 24. јануара 2010. године. Локална скупштина је постала нефункционална у претходном сазиву, након што је Социјалистичка партија Србије повукла подршку администрацији коју је предводила Српска радикална странка. Верољуб Марковић из Демократске странке је предводио привремену администрацију пре гласања.
| Странка                   | Странка | Гласови | %      | Мандати |
| ------------------------- | --- | ------- | ------ | ------- |
|                           | За европске Оџаке–Борис Тадић (Демократска странка, Српски покрет обнове, Либерално-демократска партија)      | 6,950   | 35.21  | 10      |
|                           | Српска напредна странка–Томислав Николић                                                                      | 4,425   | 22.42  | 7       |
|                           | Социјалистичка партија Србије–Партија уједињених пензионера Србије–Јединствена Србија–Ивица Дачић             | 2,195   | 11.12  | 3       |
|                           | Српска радикална странка–др. Војислав Шешељ                                                                   | 1,990   | 10.08  | 3       |
|                           | Демократска странка Србије–Војислав Коштуница                                                                 | 1,869   | 9.47   | 2       |
|                           | Г17 плус | 1,219   | 6.18   | 1       |
|                           | Ромска демократска странка–Ранко Јовановић                                                                    | 716     | 3.63   | 1       |
|                           | Народна партија–Маја Гојковић                                                                                 | 162     | 0.82   | –       |
|                           | Нова Србија–Велимир Илић                                                                                      | 114     | 0.58   | –       |
|                           | Коалиција Србија: Ромска демократска партија, Влашка демократска партија Србије, Русинска демократска партија | 96      | 0.49   | –       |
| Укупно                    | Укупно | 19,736  | 100.00 | 27      |
|                           | |         |        |         |
| Важећих гласова           | Важећих гласова                                                                                               | 19,736  | 97.94  |         |
| Неважећих/празних гласова | Неважећих/празних гласова                                                                                     | 415     | 2.06   |         |
| Укупно гласова            | Укупно гласова                                                                                                | 20,151  | 100.00 |         |
| Регистрованих гласача     | Регистрованих гласача                                                                                         | 27,996  | 71.98  |         |
| укупно:                   | |         |        |         |

Предраг Цветановић, члан Демократске странке, изабран је за градоначелника након избора. Поднео је оставку 2012. године након што је изабран у Скупштину Војводине, а заменила га је Изабела Серић из исте странке.

### Централна Србија

#### Аранђеловац
Избори у Аранђеловцу су одржани 25. априла 2010. године, а поновљено гласање у неким заједницама 2. маја 2010. године. Претходни градоначелник општине, Радосав Швабић из Српске радикалне странке, ухапшен је у јуну 2009. године, а скупштина није заседала неколико месеци пре него што је локална власт распуштена у новембру. Влада Гајић, члан Демократске странке, предводио је привремену администрацију пре гласања.
| Странка                   | Странка | Гласови | %      | Мандати |
| ------------------------- | --- | ------- | ------ | ------- |
|                           | Српска напредна странка–Томислав Николић                                                                      | 6,359   | 25.76  | 12      |
|                           | Демократска странка–Борис Тадић                                                                               | 5,241   | 21.23  | 10      |
|                           | Социјалистичка партија Србије–Партија уједињених пензионера Србије–Јединствена Србија–Ивица Дачић             | 3,621   | 14.67  | 6       |
|                           | Заједно за Аранђеловац–Г17 плус–Социјалдемократска партија Србије–Заједно за Шумадију–др. Александар Дамјанић | 1,815   | 7.35   | 3       |
|                           | Нова Србија–Велимир Илић                                                                                      | 1,795   | 7.27   | 3       |
|                           | Демократска странка Србије–Војислав Коштуница                                                                 | 1,597   | 6.47   | 3       |
|                           | Либерално-демократска партија–Чедомир Јовановић                                                               | 1,367   | 5.54   | 2       |
|                           | Српска радикална странка–др. Војислав Шешељ                                                                   | 1,306   | 5.29   | 2       |
|                           | Српски покрет обнове–Вук Драшковић                                                                            | 832     | 3.37   | –       |
|                           | Група грађана: Покренимо Аранђеловац–Слободан Ђаковић                                                         | 575     | 2.33   | –       |
|                           | Група грађана: Аранђеловац у Београду–Покрет за развој Србије                                                 | 181     | 0.73   | –       |
| Укупно                    | Укупно | 24,689  | 100.00 | 41      |
|                           | |         |        |         |
| Важећих гласова           | Важећих гласова                                                                                               | 24,689  | 97.48  |         |
| Неважећих/празних гласова | Неважећих/празних гласова                                                                                     | 639     | 2.52   |         |
| Укупно гласова            | Укупно гласова                                                                                                | 25,328  | 100.00 |         |
| Регистрованих гласача     | Регистрованих гласача                                                                                         | 38,784  | 65.31  |         |
| извор:                    | |         |        |         |

Влада Гајић из Демократске странке потврђен је за градоначелника након избора. У августу 2012. године га је заменио Бојан Радовић из Српске напредне странке.
Носилац листе „Аранђеловац у Београду – Покрет за развој Србије“ био је Зоран Зечевић, који ће касније бити изабран у народну скупштину као члан крајње десничарске странке Заветници.